# Madhabpur
Madhabpur è un sottodistretto (upazila) del Bangladesh situato nel distretto di Habiganj, divisione di Sylhet. Si estende su una superficie di 294,27 km² e conta una popolazione di 250.069 abitanti (dato censimento 1991).